# گفن رکوردز
گِفِن رکوردز (به انگلیسی: Geffen Records) یک شرکت نشر موسیقی آمریکایی است. این شرکت زیرمجموعهٔ یونیورسال میوزیک گروپ (بزرگ‌ترین ناشر صنعت موسیقی در جهان) است.
گِفِن رکوردز را دیوید گفن در سال ۱۹۸۰ میلادی بنیان گذاشت. او پیش‌تر و در سال ۱۹۷۱ میلادی شرکت آسیلوم رکوردز را تأسیس کرده‌بود. در سال ۱۹۷۲ وارنر میوزیک گروپ اسایلم رکوردز را خرید و آن را با الکترا رکوردز تلفیق کرد. دیوید گفن در سال ۱۹۸۰ ایدهٔ تأسیس شرکت جدیدی را با وارنر مطرح کرد و گفن رکوردز را با حمایت وارنر برادرز رکوردز تأسیس کرد. ۱۰ سال بعد و پس از آن‌که مدت قرارداد اولیه با وارنر به پایان رسید، گفن رکوردز به ام‌سی‌ای رکوردز-که بعداً به «یونیورسال میوزیک گروپ» تغییر نام یافت-فروخته شد.
اولین آلبومی که با برچسب گِفِن منتشر شد آلبوم سرگردان اثر ستارهٔ موسیقی دیسکو دونا سامر بود. سرگردان که در اکتبر ۱۹۸۰ منتشر شد از آرآی‌اِی‌اِی گواهینامهٔ طلا دریافت کرد. در نوامبر همان‌سال، گفن رکوردز آلبوم مشترک جان لنون و یوکو اونو به‌نام فانتزی مضاعف را منتشر کرد. دو هفته بعد از انتشار فانتزی مضاعف، لنن در نیویورک به قتل رسید. در پی این اتفاق، آلبوم به فروش میلیونی رسید و به «اولین شماره یک شرکت گفن» در جدول‌های فروش کشورهای مختلف تبدیل شد.

## پی‌نوشت
1. ↑  The Wanderer
2. ↑  Double Fantasy